# Cafrería británica
La Cafrería británica fue una colonia y entidad administrativa dependiente del Imperio británico en el territorio de la actual Sudáfrica en los territorios hoy en día conocidos como King William's Town y East London. Originalmente, la región estaba habitada principalmente por el pueblo Ngqika (Gaika), la principal rama de los xhosa rharhabe.

## Nombre y etimología
El término Cafrería proviene de la palabra "cafre" -originalmente un término árabe utilizado para describir a los habitantes negros africanos del sur de África. La palabra Cafrería llegó a ser utilizada para referirse específicamente a las tierras xhosa en lo que hoy en día es la Provincia Oriental del Cabo. Más adelante, las tierras xhosa del oeste que cayeron bajo el dominio británico llegaron a ser conocidas como la Cafrería Británica, mientras que el territorio xhosa independiente al este era conocido simplemente como Cafrería.
Una subsección de la Cafrería británica fue reconstituida por el régimen del apartheid como el estado semiindependiente de Ciskei.

## Historia

### Control xhosa
Los pueblos xhosa del lugar fueron gobernados por los Jefes Ngqika ("Gaika") (parte de los descendientes rarabe de la línea principal xhosa):
- Ngqika (el jefe fundador), 1797 - 13 de noviembre de 1829
- Sandile, 13 de noviembre de 1829 - 1 de junio de 1878

### Control británico como el Territorio Reina Adelaida (1835-1847)
El 10 de mayo de 1835 el área fue anexada a la Colonia del Cabo como la Provincia Reina Adelaida, pero el 5 de diciembre de 1835 la Colonia del Cabo rechazó la anexión. Por esta razón, a partir del 10 de diciembre de 1835 fue renombrada como el distrito de la Tierra de la Reina Adelaida, con Grahamstown como su capital hasta 1847

### Control británico como la Cafrería británica (1847-1866)
El 17 de diciembre de 1847 fue anexada nuevamente a la Colonia del Cabo como la Cafrería Británica, con King William's Town como su capital.
El 7 de marzo de 1860 la Cafrería Británica se convirtió en una colonia independiente de la Colonia del Cabo; no obstante, fue anexada nuevamente por esta última el 17 de abril de 1866.
Entre 1853 y 1866 el territorio utilizó las estampillas postales del Cabo de Buena Esperanza, ya que el correo era enviado desde Port Elizabeth por tierra hasta Ciudad del Cabo.
El área de la Cafrería Británica en algún momento formaría las bases del bantustán de Ciskei.

## Administradores
Los administradores coloniales fueron:
- Administrador Harry Smith, 10 de mayo de 1835 - 5 de diciembre de 1835
- Teniente-gobernadores:
  - Harry Smith (interino), 10 de diciembre de 1835 - 13 de septiembre de 1836
  - Sir Andries Stockenstroom, 13 de septiembre de 1836 - 9 de agosto de 1838
  - John Hare, 9 de agosto de 1838 - septiembre de 1846 (interino hasta el 31 de agosto de 1839)
  - Bajo gobierno directo de la Colonia del Cabo, septiembre de 1846 - 9 de abril de 1847
  - Sir Henry Young, 9 de abril de 1847 - 4 de noviembre de 1847
- Gobierno directo desde la Colonia del Cabo, 4 de noviembre de 1847 - 17 de diciembre de 1847
- Comisionados en Jefe:
  - George Henry Mackinnon, 23 de diciembre de 1847 - octubre de 1852
  - John Mclean, octubre de 1852 - 7 de marzo de 1860
- Teniente-gobernadores (nuevamente): John Mclean, 7 de marzo de 1860 - 24 de diciembre de 1864
- Vicegobernador: Robert Graham, 24 de diciembre de 1864 - 17 de abril de 1866